# Leptacris taeniata
Leptacris taeniata är en insektsart som först beskrevs av Carl Stål 1873.  Leptacris taeniata ingår i släktet Leptacris och familjen gräshoppor. Inga underarter finns listade i Catalogue of Life.